# جيل الظمأ
جيل الظمأ هي رواية للكاتب المغربي محمد عزيز لحبابي، صدرت لأول مرة عام 1967 عن المطبعة العصرية ببيروت،تصور أزمة جيل مثقف مغربي يرزح تحت وطأة التقاليد والقهر الاجتماعي والسياسي، متشوق للتغيير لكنه يعاني من الإحباط والضياع الوجودي.

## نبذة
تدور أحداث رواية جيل الظمأ في المغرب خلال فترة ما بعد الاستقلال، وتتناول أزمة جيل من المثقفين والشباب التواقين إلى الحرية والتغيير، في ظل واقع اجتماعي وسياسي تتنازعه التقاليد من جهة، والإحباط من الحداثة المرتقبة من جهة أخرى. تدور القصة حول شخصية إدريس، مثقف عاد إلى بلده بعد سنوات من التحصيل العلمي في الغرب، وهو يحمل معه رؤى فكرية وفلسفية تدعو إلى التغيير والإصلاح، لكنه يصطدم بواقع مليء بالركود، والتسلط، والنفاق الاجتماعي.يمر إدريس بأزمة هوية وفقدان المعنى، فيتردد بين الانخراط في العمل السياسي والفكري، أو الانزواء والانسحاب، ويجد نفسه محاطًا بأصدقاء يمثلون تيارات فكرية متباينة، أبرزهم عظيم، الشاب الثوري المؤمن بالفعل الميداني، وعزيزة، الكاتبة والمثقفة التي تمثل صوت المرأة الواعية والفاعلة في معركة التغيير. عبر هذه الشخصيات، ترصد الرواية حيرة جيل يشعر بالظمأ إلى العدالة والحرية والكرامة، لكنه يفتقر إلى الأدوات الفعلية لتحقيق التحول المنشود.الرواية لا تقدم مسارًا سرديًا تقليديًا، بل تنفتح على التأملات الفلسفية والصراعات النفسية، وتعكس عبر لغة شاعرية حالة التيه الوجودي لجيل تتقاذفه التناقضات بين إرث الماضي ومطالب المستقبل. وتنتهي الرواية دون حسم، مما يعكس استمرار الأسئلة وتواصل "الظمأ" الروحي والفكري، في ظل غياب مشروع جماعي واضح للخلاص.

## الشخصيات
تضم رواية جيل الظمأ لمحمد عزيز الحبابي مجموعة من الشخصيات التي تُجسّد الصراع بين القديم والجديد، وبين الفكر والعمل، في مجتمع مغربي يعيش مخاض التغيير. تأتي شخصية إدريس في الصدارة، بوصفه المثقف الحائر، المتردد بين القيم التقليدية التي نشأ عليها والطموحات الثورية لجيل جديد يتوق إلى التحرر والنهضة. يقف إلى جانبه عظيم، الذي يمثل صوت الشباب الواعي المتمرّد، المندفع نحو التغيير الجذري، حاملًا لواء الالتزام والعمل الثوري. أما عزيزة، الكاتبة الواعية، فتمثل الحضور النسائي الفاعل، وهي شخصية مركّبة تجمع بين الرؤية النقدية والبعد الإنساني، وتسهم في مساءلة أدوار المثقف والمرأة في المجتمع. وتظهر في خلفية السرد شخصيات رمزية أخرى مثل المنجّد ودادا، لتجسيد ملامح الجيل المحافظ والعلاقات الاجتماعية التقليدية التي تعيق التحول. من خلال هذا التنوع، ترسم الرواية ملامح جيل يعاني "الظمأ" الوجودي والسياسي، ويبحث عن موقعه بين الإحباط والأمل، بين الإرادة والانكسار.

## التحليل والنقد
تُعد رواية جيل الظمأ لمحمد عزيز الحبابي من أوائل الأعمال السردية المغربية التي زاوجت بين الرؤية الفلسفية والالتزام الاجتماعي، حيث يعكس الكاتب أزمة المثقف العربي في لحظة ما بعد الاستقلال، وسط واقع يتأرجح بين وعود الحداثة وثقل التقاليد. تنطلق الرواية من تجربة إدريس، بوصفه مثقفًا عائدًا من الغرب، ليصطدم بعجزه عن التأثير في الواقع، مما يجعله رمزًا لتيه النخبة وفقدانها لوظيفتها التاريخية في مجتمع مأزوم. وقد أشار الناقد ياسين أغلالو إلى أن الرواية «تشكّل مرافعة من أجل التغيير، وتضع المثقف أمام مرآة مسؤوليته الأخلاقية والتاريخية».أما عز الدين حليمي، فاعتبر الرواية «تشخيصًا سرديًا لحالة القلق الجماعي، حيث تتشظى الذات بين خطاب عقلاني موروث ومطلب التحرر الذاتي». وفي قراءته لموقع المثقف في الرواية، يرى محمد برادة أن الحبابي «يحمّل إدريس عبء الإخفاق والوعي في آنٍ معًا، فهو مثقف مهزوم لكنه لا يكفّ عن طرح الأسئلة». ويضيف الناقد عبد السلام بنعبد العالي أن الحبابي «مزج بين الفلسفة والشعر والسياسة، فحوّل الرواية إلى فضاء للمساءلة الوجودية».هكذا تتجاوز الرواية حدود التخييل التقليدي لتصبح أداة فكرية لمساءلة جيل بأكمله يعاني الظمأ إلى الكرامة والمعنى.

## الهوامش
1. 1 2  محمد برادة، "المثقف في الرواية المغربية"، صحيفة اليوم، 2003.  نسخة محفوظة 2018-06-25 على موقع واي باك مشين.
2. 1 2  عز الدين حليمي، "شخصنة الرواية، جيل الظمأ نموذجًا"، موقع الأدبية، 2018.
3. 1 2  ياسين أغلالو، "جيل الظمأ: مرافعة الحبابي من أجل التغيير"، أنفاس ثقافية، 2020.
4. 1 2  عبد السلام بنعبد العالي، "جدل الذات والفكر في الرواية المغربية"، مجلة علامات، العدد 12، 2001.
5. ↑  ياسين اغلالو، ياسين (9 يوليو 2017). "جيل الظمإ مرافعة الحبابي من أجل التغيير". أنفاس من أجل الثقافة والانسان. مؤرشف من الأصل في 2019-05-07. اطلع عليه بتاريخ 2025-07-28.